# Ніколо Ровелла
Ніколо Ровелла (італ. Nicolò Rovella; нар. 4 грудня 2001, Сеграте) — італійський футболіст, півзахисник «Лаціо», контракт якого належить туринському «Ювентусу». Грав за та молодіжну збірну Італії.

## Клубна кар'єра
Народився 4 грудня 2001 року в місті Сеграте. Вихованець юнацьких команд «Академія Інтер», «Альчьоне» та «Дженоа».
У дорослому футболі дебютував у грудні 2019 року за день до свого 18-тиріччя у складі головної команди «Дженоа». По ходу сезону 2020/21 все ще юний півзахисник скористався травмами декількох гравців генуезької команди і пробився до її основного складу. Продемонстрував високу якість гри, привернувши увагу представників найсильніших італійських команд.
28 січня 2021 року за 38 мільйонів євро перейшов до туринського «Ювентуса», при цьому за домовленістю сторін продовжив виступати за «Дженоа» до завершення сезону 2021/22.
У серпні 2022 року дебютував в іграх за головну команду «Ювентуса», утім, провівши три гри у Серії A, був знову відданий в оренду до «Монци»? де протягом сезону мав регулярну ігрову практику.
Влітку 2023 року, також на орендних умовах, перейшов до римського «Лаціо».

## Виступи за збірні
2018 року дебютував у складі юнацької збірної Італії (U-17), загалом на юнацькому рівні взяв участь у 25 іграх.
Із 2020 року залучався до складу молодіжної збірної Італії. У її складі був учасником молодіжного Євро-2021, на якому італійці вибули на етапі чвертьфіналів, а також молодіжного Євро-2023, де його команда не подолала груповий етап.
8 листопада 2024 року вперше викликаний до збірної Італії головним тренером Лучано Спаллетті для участі в матчах Ліги націй УЄФА проти збірних Бельгії та Франції.

## Статистика виступів

### Статистика клубних виступів
Станом на 10 квітня 2025
| Сезон              | Команда            | Чемпіонат          | Чемпіонат | Чемпіонат | Національний кубок | Національний кубок | Національний кубок | Континентальні кубки | Континентальні кубки | Континентальні кубки | Інші змагання | Інші змагання | Інші змагання | Усього | Усього |
| Сезон              | Команда            | Ліга               | Ігор      | Голів     | Ліга               | Ігор               | Голів              | Ліга                 | Ігор                 | Голів                | Ліга          | Ігор          | Голів         | Ігор   | Голів  |
| ------------------ | ------------------ | ------------------ | --------- | --------- | ------------------ | ------------------ | ------------------ | -------------------- | -------------------- | -------------------- | ------------- | ------------- | ------------- | ------ | ------ |
| 2019–20            | «Дженоа»           | A                  | 2         | 0         | КІ                 | 1                  | 0                  | -                    | -                    | -                    | -             | -             | -             | 3      | 0      |
| 2020–21            | «Дженоа»           | A                  | 20        | 0         | КІ                 | 2                  | 0                  | -                    | -                    | -                    | -             | -             | -             | 22     | 0      |
| 2021–22            | «Дженоа»           | A                  | 21        | 0         | КІ                 | 1                  | 0                  | -                    | -                    | -                    | -             | -             | -             | 22     | 0      |
| Усього за «Дженоа» | Усього за «Дженоа» | Усього за «Дженоа» | 43        | 0         |                    | 4                  | 0                  |                      | -                    | -                    |               | -             | -             | 47     | 0      |
| серп. 2022         | «Ювентус»          | A                  | 3         | 0         | КІ                 | 0                  | 0                  | ЛЧ                   | 0                    | 0                    | -             | -             | -             | 3      | 0      |
| серп. 2022–23      | «Монца»            | A                  | 25        | 1         | КІ                 | 2                  | 0                  | -                    | -                    | -                    | -             | -             | -             | 27     | 1      |
| 2023–24            | «Лаціо»            | A                  | 23        | 0         | КІ                 | 3                  | 0                  | ЛЧ                   | 3                    | 0                    | СІ            | 1             | 0             | 30     | 0      |
| 2024–25            | «Лаціо»            | A                  | 26        | 0         | КІ                 | 2                  | 0                  | ЛЄ                   | 8                    | 0                    | -             | -             | -             | 36     | 0      |
| Усього за Lazio    | Усього за Lazio    | Усього за Lazio    | 49        | 0         |                    | 5                  | 0                  |                      | 11                   | 0                    |               | 1             | 0             | 66     | 0      |
| Усього за кар'єру  | Усього за кар'єру  | Усього за кар'єру  | 120       | 1         |                    | 11                 | 0                  |                      | 11                   | 0                    |               | 1             | 0             | 143    | 1      |

### Статистика виступів за збірну
Станом на 10 квітня 2025
| Дата       | Місто    | Господарі | Результат | Гості     | Турнір                                  | Голи | Примітки |
| ---------- | -------- | --------- | --------- | --------- | --------------------------------------- | ---- | -------- |
| 14-11-2024 | Брюссель | Бельгія   | 0 – 1     | Італія    | Ліга націй УЄФА 2024-2025 - 1-й етап    | -    | 79'      |
| 17-11-2024 | Мілан    | Італія    | 1 – 3     | Франція   | Ліга націй УЄФА 2024-2025 - 1-й етап    | -    | 67'      |
| 20-3-2025  | Мілан    | Італія    | 1 – 2     | Німеччина | Ліга націй УЄФА 2024-2025 - чвертьфінал | -    | 52' 64'  |
| Усього     |          | Матчів    | 3         |           | Голів                                   | 0    |          |

| Дата       | Місто             | Господарі            | Результат  | Гості                | Турнір                             | Голи | Примітки      |
| ---------- | ----------------- | -------------------- | ---------- | -------------------- | ---------------------------------- | ---- | ------------- |
| 12-11-2020 | Рейк'явік         | Ісландія             | 1 – 2      | Італія               | Кваліфікація молодіжного Євро-2021 | -    |               |
| 15-11-2020 | Діфферданж        | Люксембург           | 0 – 4      | Італія               | Кваліфікація молодіжного Євро-2021 | -    |               |
| 24-3-2021  | Целє              | Чехія                | 1 – 1      | Італія               | Молодіжне Євро-2021 - 1-й етап     | -    | 66'           |
| 27-3-2021  | Марибор           | Іспанія              | 0 – 0      | Італія               | Молодіжне Євро-2021 - 1-й етап     | -    | 69', 87'      |
| 31-5-2021  | Любляна           | Португалія           | 5 – 3 д.ч. | Італія               | Молодіжне Євро-2021 - чвертьфінал  | -    | 75'           |
| 3-9-2021   | Емполі            | Італія               | 3 – 0      | Люксембург           | Кваліфікація молодіжного Євро-2023 | -    | 76'           |
| 7-9-2021   | Віченца           | Італія               | 1 – 0      | Чорногорія           | Кваліфікація молодіжного Євро-2023 | -    | 90+2'         |
| 8-10-2021  | Зениця            | Боснія і Герцеговина | 1 – 2      | Італія               | Кваліфікація молодіжного Євро-2023 | -    | 46'           |
| 12-10-2021 | Монца             | Італія               | 1 – 1      | Швеція               | Кваліфікація молодіжного Євро-2023 | -    | 85'           |
| 12-11-2021 | Дублін            | Ірландія             | 0 – 2      | Італія               | Кваліфікація молодіжного Євро-2023 | -    |               |
| 16-11-2021 | Фрозіноне         | Італія               | 4 – 2      | Румунія              | Товариський матч                   | -    | 62'           |
| 29-3-2022  | Трієст            | Італія               | 1 – 0      | Боснія і Герцеговина | Кваліфікація молодіжного Євро-2023 | 1    | 87'           |
| 6-6-2022   | Діфферданж        | Люксембург           | 0 – 3      | Італія               | Кваліфікація молодіжного Євро-2023 | -    | 62'           |
| 9-6-2022   | Гельсінгборг      | Швеція               | 1 – 1      | Італія               | Кваліфікація молодіжного Євро-2023 | 1    | 88'           |
| 14-6-2022  | Асколі-Пічено     | Італія               | 4 – 1      | Ірландія             | Кваліфікація молодіжного Євро-2023 | 1    | 88'           |
| 22-9-2022  | Пескара           | Італія               | 0 – 2      | Англія               | Товариський матч                   | -    | кап. 29', 86' |
| 26-9-2022  | Кастель-ді-Сангро | Італія               | 1 – 1      | Японія               | Товариський матч                   | -    | кап. 82'      |
| 19-11-2022 | Анкона            | Італія               | 2 – 4      | Німеччина            | Товариський матч                   | -    | 90'           |
| 22-6-2023  | Клуж-Напока       | Франція              | 2 – 1      | Італія               | Молодіжне Євро-2023 - 1-й етап     | -    | 75'           |
| 25-6-2023  | Клуж-Напока       | Швейцарія            | 2 – 3      | Італія               | Молодіжне Євро-2023 - 1-й етап     | -    | 71'           |
| 28-6-2023  | Клуж-Напока       | Італія               | 0 – 1      | Норвегія             | Молодіжне Євро-2023 - 1-й етап     | -    | 71'           |
| Усього     |                   | Матчів               | 21         |                      | Голів                              | 3    |               |